# Saltos ornamentais no Campeonato Mundial de Esportes Aquáticos de 2022 - Plataforma 10 m individual feminino
A prova da plataforma 10 m individual feminino dos saltos ornamentais no Campeonato Mundial de Esportes Aquáticos de 2022 foi realizada nos dias 26 e 27 de junho, em Budapeste, na Hungria. 

## Calendário
Horário local (UTC+2).
| Fase              | Data        | Hora  |
| ----------------- | ----------- | ----- |
| Rodada preliminar | 26 de junho | 12:00 |
| Semifinal         | 26 de junho | 19:00 |
| Final             | 27 de junho | 19:00 |

## Medalhistas
| Ouro            | Prata               | Bronze                 |
| Chen Yuxi (CHN) | Quan Hongchan (CHN) | Pandelela Rinong (MAS) |

## Resultados
| Pos.              | Saltadora                 | Nacionalidade  | Preliminar | Preliminar | Semifinal     | Semifinal     | Final         | Final         |
| Pos.              | Saltadora                 | Nacionalidade  | Pontos     | Pos.       | Pontos        | Pos.          | Pontos        | Pos.          |
| ----------------- | ------------------------- | -------------- | ---------- | ---------- | ------------- | ------------- | ------------- | ------------- |
| Medalha de ouro   | Chen Yuxi                 | China          | 413.95     | 1          | 427.00        | 1             | 417.25        | 1             |
| Medalha de prata  | Quan Hongchan             | China          | 410.85     | 2          | 413.70        | 2             | 416.95        | 2             |
| Medalha de bronze | Pandelela Rinong          | Malásia        | 332.10     | 4          | 313.15        | 7             | 338.85        | 3             |
| 4                 | Ingrid Oliveira           | Brasil         | 340.70     | 3          | 334.30        | 4             | 327.10        | 4             |
| 5                 | Caeli McKay               | Canadá         | 320.35     | 6          | 336.30        | 3             | 318.45        | 5             |
| 6                 | Matsuri Arai              | Japão          | 270.60     | 17         | 316.70        | 5             | 307.00        | 6             |
| 7                 | Sarah Jodoin Di Maria     | Itália         | 275.25     | 15         | 302.05        | 9             | 295.65        | 7             |
| 8                 | Emily Boyd                | Austrália      | 280.60     | 14         | 284.70        | 12            | 294.10        | 8             |
| 9                 | Daryn Wright              | Estados Unidos | 303.45     | 7          | 302.00        | 10            | 277.10        | 9             |
| 10                | Nikita Hains              | Austrália      | 270.40     | 18         | 314.80        | 6             | 270.60        | 10            |
| 11                | Guurtje Praasterink       | Países Baixos  | 287.80     | 11         | 289.80        | 11            | 268.55        | 11            |
| 12                | Christina Wassen          | Alemanha       | 272.05     | 16         | 303.55        | 8             | 253.80        | 12            |
| 13                | Maycey Vieta              | Porto Rico     | 288.10     | 10         | 280.90        | 13            | Não avançaram | Não avançaram |
| 14                | Sofiya Lyskun             | Ucrânia        | 323.65     | 5          | 279.40        | 14            | Não avançaram | Não avançaram |
| 15                | Maggie Merriman           | Estados Unidos | 291.90     | 9          | 269.30        | 15            | Não avançaram | Não avançaram |
| 16                | Pauline Pfeif             | Alemanha       | 282.00     | 12         | 260.10        | 16            | Não avançaram | Não avançaram |
| 17                | Viviana Del Ángel         | México         | 295.15     | 8          | 227.25        | 17            | Não avançaram | Não avançaram |
| 18                | Anisley García            | Cuba           | 281.10     | 13         | 225.90        | 18            | Não avançaram | Não avançaram |
| 19                | Andrea Spendolini-Sirieix | Reino Unido    | 268.20     | 19         | Não avançaram | Não avançaram | Não avançaram | Não avançaram |
| 20                | Viviana Uribe             | Colômbia       | 259.15     | 20         | Não avançaram | Não avançaram | Não avançaram | Não avançaram |
| 21                | Minami Itahashi           | Japão          | 239.75     | 21         | Não avançaram | Não avançaram | Não avançaram | Não avançaram |
| 22                | Nicoleta-Angelica Muscalu | Roménia        | 236.15     | 22         | Não avançaram | Não avançaram | Não avançaram | Não avançaram |
| 23                | Maia Biginelli            | Itália         | 235.90     | 23         | Não avançaram | Não avançaram | Não avançaram | Não avançaram |
| 24                | Cho Eun-bi                | Coreia do Sul  | 232.80     | 24         | Não avançaram | Não avançaram | Não avançaram | Não avançaram |
| 25                | Jade Gillet               | França         | 231.15     | 25         | Não avançaram | Não avançaram | Não avançaram | Não avançaram |
| 26                | Eden Cheng                | Reino Unido    | 231.00     | 26         | Não avançaram | Não avançaram | Não avançaram | Não avançaram |
| 27                | Ciara McGing              | Irlanda        | 230.60     | 27         | Não avançaram | Não avançaram | Não avançaram | Não avançaram |
| 28                | Maha Gouda                | Egito          | 228.15     | 28         | Não avançaram | Não avançaram | Não avançaram | Não avançaram |
| 29                | Helle Tuxen               | Noruega        | 214.75     | 29         | Não avançaram | Não avançaram | Não avançaram | Não avançaram |
| 30                | Samantha Jiménez          | México         | 177.65     | 30         | Não avançaram | Não avançaram | Não avançaram | Não avançaram |
| 31                | Farida Moussa             | Egito          | 174.70     | 31         | Não avançaram | Não avançaram | Não avançaram | Não avançaram |
| 32                | Mikali Dawson             | Nova Zelândia  | 174.25     | 32         | Não avançaram | Não avançaram | Não avançaram | Não avançaram |
| 33                | Mariana Osorio            | Colômbia       | 158.05     | 33         | Não avançaram | Não avançaram | Não avançaram | Não avançaram |